# Triplanetary
Triplanetary es un juego de mesa originalmente publicado por Game Designers' Workshop en 1973. El juego es un simulacro de viajes espaciales y combate dentro del Sistema Solar en los inicios del siglo XXI

## Historia

### Primera edición
Triplanetary fue diseñado por Marc W. Miller y John Harshman, notoriamente basado en novelas y cuentos de la Época dorada de la Ciencia Ficción, particularmente los trabajos de Historia Futura de Robert Heinlein. Triplanetary Era originalmente concebido como la primera parte de una serie propuesta de juegos que serían nombrados  "Las Estrellas! Las Estrellas!" : 53   Como Miller relato, una sesión de noche tardía de Lensman con Harshman utilizando rejillas hexagonales de combate de tablero vacías "inspiraron el diseño para Triplanetary, con su imagen de nuestro sistema solar y uso de movimiento de vector".
En 1976, GDW liberó Triplanetary Variant V/2, una expansión del sugerido "Prospecting" escenario que era parte del original Hojas de errata.

### Segunda edición
GDW publicó una segunda edición del juego en 1981. El embalaje estuvo cambiado del tubo de cartulina a una caja estándar. El mapa de papel y la capa de acetato fue reemplazado por un mapa plastificado, pero jugadores todavía trazaban sus vectores utilizando un lápiz suministrado. Unos cuantos cambios fueron hechos a las reglas, principalmente de los originalmente publicados en la hoja de errata. Varios cambios estuvieron hechos a los escenarios: dos fueron desechados, cuatro fueron añadidos y otros cuatro fueron modificados; el número total de escenarios aumentó de seis a ocho. La caja de esta edición poseía una cubierta diseñada por Rich Banner

### Tercera edición
En 1989, Steve Jackson adquirió los derechos del juego, con ambiciones para lanzar una nueva versión del juego en 1991 que reforzaría un número de reglas para mejorar la jugabilidad. Después de varios retrasos, la tercera edición fue finalmente publicada por Steve Jackson Games en 2018.

## Contenidos

Cubierta de la primera edicón del manual

## Jugabilidad
La cubierta de acetato translúcida permitía a cada jugador planear los vectores de movimiento de sus naves. Cada barco podría acelerar durante el turno, lo cual modificaba el vector un hexágono en cualquier dirección. Los barcos continuaban siguiendo su vector actual turno a turno, el cual solamente podría ser modificado por aceleración o por ingresar al "campo de gravedad" de un planeta. Para propósitos de simplificación, este campo de gravedad constaba de seis hexágonos rodeando el planeta. Las lunas tenían una gravedad más débil que solamente afectaba el curso de una nave cuando se movía a través de dos hexágonos adyacentes  La aceleración consumia  parte del suministro de combustible de una nave, y los jugadores tenían que supervisar el combustible actual que quedaba en cada nave. Si todo el combustible era consumido, la nave sería incapaz de acelerar. Los barcos podrían repostar combustible aterrizando en planetas amistosos, orbitando una base, o pasando despacio a través de una base de asteroide. Podrían también repostar emparejando la velocidad con otra nave (como un acorazado) y transfiriendo combustible.
Cada juego era jugado en una serie de turnos que alternaban entre cada uno de los jugadores. Cada turno un jugador seguía una secuencia de cinco frases:
1. Astrogación — trazar el vector de movimiento de cada nave.
2. Ordenanza — lanzar minas y torpedos desde una nave.
3. Movimiento — seguir el curso trazado a una ubicación nueva.
4. Combate — atacar las naves enemigas dentro de rango, incluyendo el uso de minas y torpedos; tirar dados para peligros espaciales.
5. Abastecer — hacer varias actividades logísticas, así como saqueo y rescate.

Los contadores de las naves mostraban la silueta de la misma, un número identificador, la valoración de combate, capacidad de combustible, y la capacidad de carga. Los contadores estuvieron imprimidos en varios colores para representar bandos diferentes en cada conflicto.
El combate utilizó una tabla de daño basada en la proporción de la fuerza de combate de la nave atacante contra la del defensor. Las probabilidades variaban de 1:2 a 4:1. Un dado de seis caras era usado para determinar los resultados de un ataque, con un 1 restado del resultado por cada hexágono de distancia entre las naves. Antes de aplicar los resultados de cada ataque, la nave bajo ataque podía (opcionalmente) disparar a sus atacantes. El resultado de un ataque era expresado en un número de turnos en el que la nave se encontraría incapacitada, o, por altos probabilidades o una tirada de dados favorable, la nave sería destruida. Las tiradas de dados más altas resultaban en un daño mayor. Si el daño acumulable a una nave requerido más de 5 turnos para repararse, el barco era destruido. Los torpedos y las minas también tenían sus propias tablas de daño que eran usadas cuando el recorrido de una mina o un torpedo intersecaba el de una nave. Había también resultados de daño para ataques de embestida, así como por moverse demasiado rápido a través de hexágonos de asteroides.
Algunos escenarios utilizaban contadores escondidos, de modo que las naves y los planetas sólo podrían identificar naves enemigas que estuvieran dentro de su rango. Los planetas podrían detectar naves hasta a cinco hexágonos de distancia, mientras los barcos podrían escanear a una distancia de tres hexágonos.

### Escenarios
El juego vino con seis escenarios:
- Grand Tour — Un multi-carrera sobre los planetas, para familiarizar los jugadores con el sistema de movimiento del vector.[4]
- Escape — Un jugador intenta huir de un gobierno tiranico viajando por el sistema solar, mientras el otro intenta atraparlo.
- Lateral 7 — Los piratas intentan atrapar a una nave adinerada mientras evitan a la armada.
- Interplanetary War — Las colonias terrestres se rebelan contra el mandato del planeta madre.
- Alien Invasion — Las fuerzas terrestres intentan detener una flota invasora de alienígenas.
- Piracy — Los piratas intentan saquear transportes mercantiles mientras que la Patrulla Espacial intenta neutralizarlos.

La hoja de erratas también listó dos escenarios sugeridos:
- Prospecting — Escenario económico donde se produce la minería de asteroides.
- Retribution — Continuación del escenario Escape.